# Flag (bière)
Pour les articles homonymes, voir Flag.
Flag est une marque de bière commercialisée dans plusieurs pays de l'Afrique de l'ouest, appartenant au groupe Castel.
Le 4 octobre 1960, le nom Flag est conçu au Maroc par les Brasseries et Glacières Internationales (BGI), principale actionnaire des Brasseries du Maroc à l'époque. Sous ce nom, le brasseur produit la « Flag Pils ». 
En 1972, les Brasseries du Maroc signent l’exclusivité de l’exploitation du nom « Flag » dans le pays avec BGI.
En 1973, Mise au point de la composition de la Flag Spéciale.
Aujourd'hui, la Flag est vendue dans une majeure partie de l’Afrique de l’Ouest.